# Jefferson Airplane

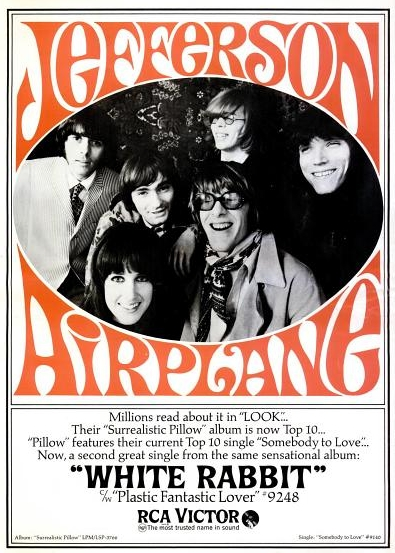
Advertentie White Rabbit single, 1967

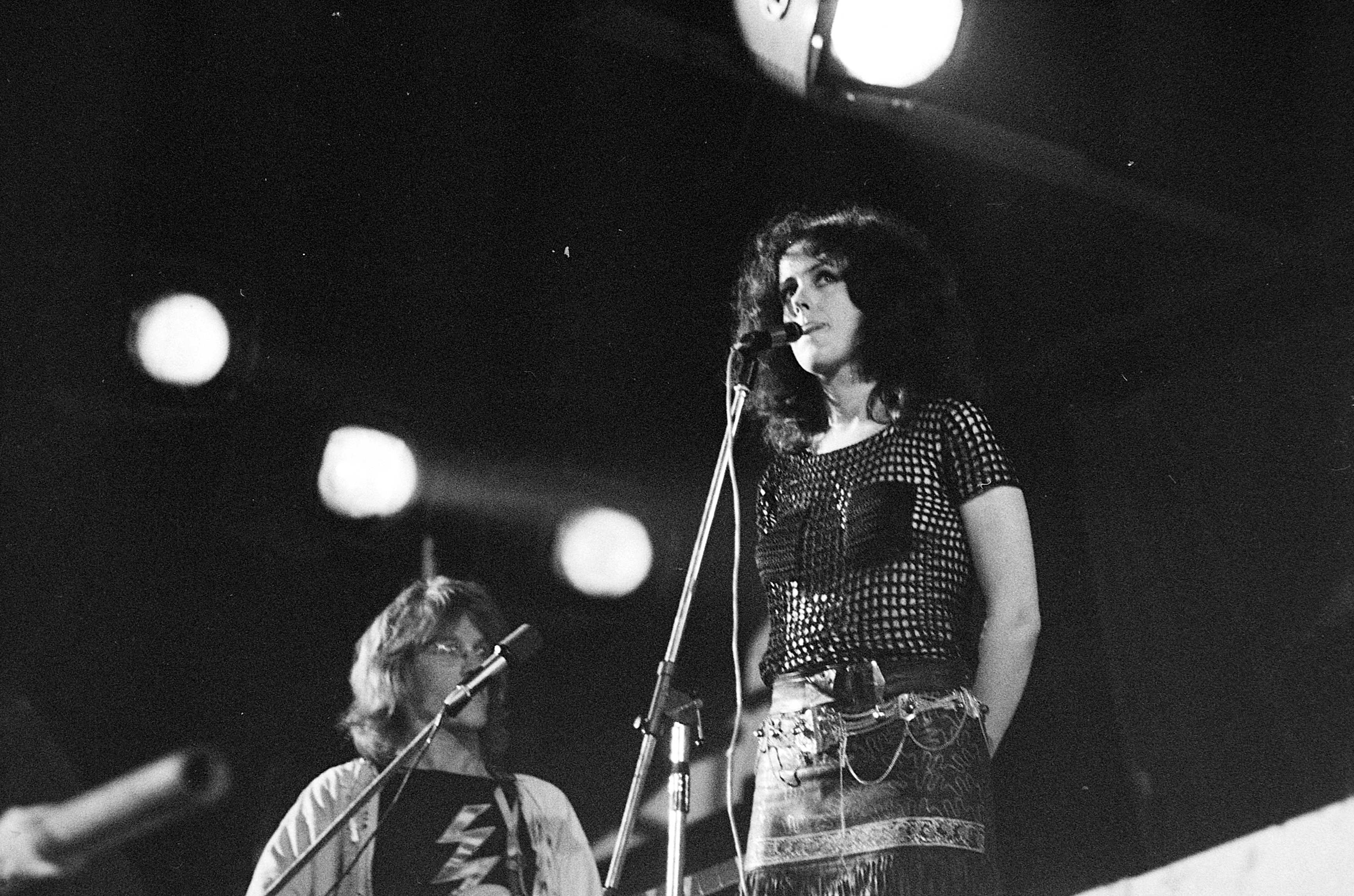
Jefferson Airplane op Popfestival Kralingen, 1970

Jefferson Airplane was een Amerikaanse rockband uit San Francisco die werd opgericht in 1965. De band was een belangrijke vertegenwoordiger van de psychedelische rock. Later kwamen uit Jefferson Airplane de bands Hot Tuna, Jefferson Starship en Starship voort.

## Biografie
Jefferson Airplane was vooral actief in de tweede helft van de jaren 1960. De band debuteerde op 13 augustus 1965 in de Matrix club in San Francisco. De bandleden van de oorspronkelijke bezetting waren Marty Balin (gitaar, zang), Paul Kantner (zang, gitaar), Jorma Kaukonen (gitaar, zang), Signe Anderson, Jack Casady (bas) en Skip Spence (drums). Anderson en Spence verlieten de band kort na de opnamen van het eerste album en werden vervangen door respectievelijk Grace Slick en Spencer Dryden.
Het eerste grote concert van de band vond in februari 1966 plaats in het Fillmore Auditorium in San Francisco. Daarna speelden ze nog op het Berkeley Folk Festival, Monterey Jazz Festival, Monterey Pop Festival, Isle of Wight Festival, Woodstock, en op Altamont.
De band had groot succes op het Woodstock-festival waar ze om 7 uur 's morgens op de laatste dag van het festival het podium betraden met Slicks legendarische woorden "now you will see morning maniac music". Bij het Holland Pop Festival een jaar later was Jefferson Airplane op de eerste nacht de afsluitende act.
Het tweede album Surrealistic Pillow uit 1967 betekende de internationale doorbraak voor de band. Het album bevat hun twee bekendste nummers White Rabbit en Somebody to Love. White Rabbit beschrijft de effecten van LSD in een analogie met Alice in Wonderland. Na dit album sloeg de band een meer experimentele richting in.
Het album Volunteers uit 1969 is het laatste van de band in de klassieke bezetting. In 1970 verliet Marty Balin de band, in 1971 gevolgd door Spencer Dryden. Papa John Creach werd vanaf 1970 violist in de band. De nieuwe drummer werd vanaf 1972 John Barbata. Intussen bleef de band optreden en bracht nog twee albums uit, Bark (1971) en Long John Silver (1972). Uiteindelijk ging Jefferson Airplane in 1973 ten onder, na het livealbum Thirty seconds over Winterland. Postuum werd in 1974 nog het album Early Flight uitgebracht, een verzameling met voornamelijk oude nummers uit de beginjaren. Grace Slick en Paul Kantner maakten in 1973 een album samen met David Freiberg, Baron von Tollbooth and the chrome nun, en Grace Slick bracht het soloalbum Manhole (1974) uit, waarna Kantner en Slick in 1974 Jefferson Starship vormden. Casady en Kaukonen gingen verder met Hot Tuna. Toen Kantner in 1984 Jefferson Starship verliet, werd de naam van deze band om juridische redenen gewijzigd in Starship.
In 1989 kwam de klassieke bezetting, met uitzondering van Dryden, bij elkaar voor een reünie, die resulteerde in een album en een succesvolle tournee. In 1996 werd de band opgenomen in de Rock and Roll Hall of Fame. In 2022 volgde een ster op de Hollywood Walk of Fame.

## Overlijdens
Skip Spence overleed in 1999 op 52-jarige leeftijd, Spencer Dryden in 2005 op 66-jarige leeftijd, Paul Kantner en Signe Anderson overleden in 2016 (op dezelfde dag) op 74-jarige leeftijd, Marty Balin in 2018 op 76-jarige leeftijd.

## Discografie

### Albums
- 1966 - Jefferson Airplane Takes Off
- 1967 - Surrealistic Pillow
- 1967 - After Bathing at Baxter's
- 1968 - Crown of Creation
- 1969 - Bless Its Pointed Little Head (live)
- 1969 - Volunteers
- 1971 - Bark
- 1972 - Long John Silver
- 1973 - Thirty Seconds Over Winterland (live)
- 1974 - Early Flight
- 1989 - Jefferson Airplane

### Singles
| Single met eventuele hitnotering(en) in de Nederlandse Top 40 | Datum van verschijnen | Datum van binnenkomst | Hoogste positie | Aantal weken | Opmerkingen |
| ------------------------------------------------------------- | --------------------- | --------------------- | --------------- | ------------ | ----------- |
| If You Feel (like China Breakin')                             |                       | 12-10-1968            | tip             | -            |             |
| White Rabbit / Somebody to love                               |                       | 25-7-1970             | 3               | 12           | Alarmschijf |
| She Has Funny Cars                                            |                       | 19-09-1970            | tip             | -            |             |

### NPO Radio 2 Top 2000
| Nummers met noteringen in de NPO Radio 2 Top 2000 | '99 | '00 | '01 | '02 | '03 | '04 | '05  | '06  | '07  | '08  | '09  | '10  | '11  | '12  | '13  | '14  | '15  | '16  | '17  | '18  | '19  | '20  | '21  | '22  | '23  | '24  |
| ------------------------------------------------- | --- | --- | --- | --- | --- | --- | ---- | ---- | ---- | ---- | ---- | ---- | ---- | ---- | ---- | ---- | ---- | ---- | ---- | ---- | ---- | ---- | ---- | ---- | ---- | ---- |
| Somebody to Love                                  | 701 | 619 | 945 | 902 | 815 | 836 | 1146 | 1013 | 1342 | 1015 | 1249 | 1399 | 1244 | 1138 | 1174 | 1293 | 1483 | 1512 | 1712 | 1420 | 1663 | 1727 | 1680 | 1909 | 1819 | 1940 |
| White Rabbit                                      | 146 | 104 | 175 | 155 | 125 | 155 | 178  | 199  | 265  | 172  | 235  | 287  | 272  | 284  | 223  | 239  | 291  | 301  | 281  | 318  | 352  | 416  | 344  | 355  | 245  | 374  |

1. ↑  Een vetgedrukt getal geeft de hoogste notering van een nummer aan.

## Trivia
- Het nummer White Rabbit wordt gebruikt in de uit 1998 daterende Terry Gilliam film Fear and Loathing in Las Vegas met Johnny Depp (als het personage Raoul Duke) en Benicio Del Toro (als Dr. Gonzo) in de hoofdrollen. Dr. Gonzo vraagt Raoul Duke om bij het stuk waar Grace Slick 'Feed your head' zingt, de radio in het bad waar hij in zit te gooien, teneinde zo een gewisse dood te sterven.
- Tevens wordt hetzelfde nummer prominent gebruikt in de mysterieuze reeks 1899, waar ook de titelmelodie bestaat uit een cover van een klein stuk van het nummer.
- De vader van drummer Spencer Dryden was een halfbroer van Charlie Chaplin.
- De stem van Grace Slick uit het nummer White Rabbit wordt gebruikt door Paul Kalkbrenner in het nummer Feed Your Head van zijn 7e studioalbum: 7.
- De zin Go ask Alice uit White Rabbit is ook gebruikt als titel voor een boek van Beatrice Sparks over een 15 jaar oud meisje dat aan de drugs gaat.
- Het nummer Embryonic Journey werd gebruikt in de allerlaatste aflevering van de sitcom Friends.

- Het nummer Somebody to Love werd gebruikt in de film A Serious Man van de gebroeders Coen.